# Ървин Фишър
Ървин Фишер (на английски: Irving Fisher) е бил американски икономист, изобретател и участник и организатор на акции за здраве, и един от най-ранните американски неокласически икономисти, макар че неговата работа върху дефлация на дълга често е смятана за принадлежаща вместо това на Пост Кейнсианската школа.
Фишер е може би първият икономист, станал знаменитост, но неговата репутация е непоправимо засегната от неговите публични изявления, точно преди Краха на Уолстрийт от 1929, според които фондовият пазар е достигнал „перманентно високо равнище“. В действителност Фишер е автор няколко различни изобретения по времето на своя живот, като най-известното от тях е "Index Visible Filing System", което е патентовано през 1913 и продадено на Kardex Rand (по-късно Remington Rand) през 1925 година . Това и последващите негови инвестиции на фондовия пазар му носят богатство, което обаче той губи при краха от 1929 г.